# For you…
「for you…」（フォー・ユー）は、1982年3月5日に発売された髙橋真梨子の8枚目のシングル。

## 解説
髙橋のライブコンサートなどでは欠かせない曲の一つとなっている。
ペドロ&カプリシャス時代から髙橋と行動を共にしてきたヘンリー広瀬が、髙橋作品のプロデュースを初めて担当。
作詞者の大津あきらと作曲者の鈴木キサブローは、酒を飲みながら「音楽賞レースに向けて血眼になって曲を作るのはなんかカッコ悪い。」「でも、やっぱり賞は欲しい。」と語り合ったことから、「東京音楽祭の金賞獲得」を狙って制作された。
当初考えられたタイトルは、サビのフレーズでもある「あなたが欲しい」だったが、あまりにストレートすぎる表現に髙橋は拒否した。
曲の主人公の語りに相当するAメロは24小節（8小節が3セット）もある。その理由として鈴木は「ボロボロになった女は泣きながらボソボソと思い出を語り、やがて立ち直る。つまり歌えるようになるには時間がかかるはずだ、と。だから語りは3回。2回ではどうしても足りない。」と説明している。鈴木歌唱の仮歌を入れたデモテープを聴いた髙橋は、Aメロを「お経みたい。」と感じたといい、当初は歌い方に悩み、その後は3セットでそれぞれ違う歌い方を心掛けているという。
発売当時、シングル盤は爆発的に売れることはなく、第11回東京音楽祭の金賞受賞後に少々売れた程度だった。なお、本作を収録したアルバム『Dear』は16万枚を売り上げた。
当初は別のアレンジャーが編曲を担当し、伴奏を録り終えたが、鈴木や他の制作スタッフは出来栄えに納得がいかず、その様子に広瀬は頭を抱えるほどだった。そして鈴木が代表して髙橋の所属事務所社長に直談判し、若草恵が起用された。若草が完成させた編曲は、東京音楽祭のレセプション会場に来ていた世良譲に「あのアレンジは最高だね」と褒められた。
1991年1月1日発売の17曲目のシングル遠いProphecyのB面として再収録された。
2013年『第64回NHK紅白歌合戦』では紅組トリで歌唱した。
それから4年後の2017年『第68回NHK紅白歌合戦』で2回目の披露。
当時の髙橋の年齢は68歳9ヶ月と、紅白歌合戦の紅組歌手としては最年長出場記録を上回った。
それから7年後の2024年『第75回NHK紅白歌合戦』で3回目の披露した。イルカ・天童よしみと共に紅組歌手で史上初の70代での出場を果たす。
荻野目洋子と新里宏太はともにプライベートでは「for you…」を歌うという。

## 収録曲
1. for you… [04:30]
作詞：大津あきら／作曲：鈴木キサブロー／編曲：若草恵
2. ワインのようなKiss [04:40]
作詞：康珍化／作曲：浜田金吾／編曲：大谷和夫

## カバー
- マルシア（1990年11月、アルバム「Eu te amo」収録）
- 鈴木トオル（1994年9月、アルバム「Voice〜見上げてごらん夜の星を〜」収録）
- 石川さゆり（1999年10月、アルバム「二十世紀の名曲たち・第9集」収録）
- 吉幾三（2004年2月、アルバム「いろはにほへどはやりうた（一）男ごころにおんな唄」収録。2008年12月、『エンカのチカラ -SONG IS LOVE 80's&90's-』収録）
- 徳永英明（2006年8月、アルバム「VOCALIST 2」収録）
- リンリン（モーニング娘。）（2009年7月、アルバム「チャンプル①〜ハッピーマリッジソングカバー集〜」収録）
- 八代亜紀（2009年2月、アルバム「名曲カバー傑作撰」収録）
- 中西保志（2009年11月、アルバム「メロディーズ」収録）
- 小林幸子（2010年1月、アルバム「エンカのチカラ 吟醸 アンコール・バラード」収録）
- 奥田美和子（2012年2月、シングル「人生に乾杯を!」カップリング収録）
- つるの剛士（2012年3月、アルバム「つるのうた2」収録）
- 香寿たつき（2018年1月、アルバム「Gladiolus」収録）
- 真田ナオキ（2018年4月、アルバム『メイド イン ナオキ』収録）
- 大野雄大 (from Da-iCE)（2020年11月、配信限定EP『UNPLUGGED EP』収録[4]）
- 大江裕（2021年11月、アルバム『TRY～大江裕J-POPを歌う～』収録）
- アラン・タム（広東語バージョン、タイトルは「霧之戀」、同名のアルバム『霧之戀』収録）
- チョ・ジャンヒョク（朝鮮語版）（韓国語バージョン、タイトルは「For You」、『The Present』収録）